# Cynthia Leduc
Cynthia Leduc, née le 16 février 1997 à Créteil, est une athlète française, spécialiste du sprint.

## Biographie
La famille de Cynthia Leduc est originaire de la Martinique.
Le 12 mai 2019, sélectionnée pour les Relais mondiaux à Yokohama, elle bat avec l'équipe de France le record national du relais 4 x 200 m, qui datait de 1982, en 1 min 32 s 16.
Elle devient pour la première fois championne de France lors des championnats de France en salle en 2020 à Liévin en remportant le 60 m, en 7 s 29.
En février 2021 lors des championnats de France en salles à Miramas, elle devient championne de France sur 60 m, en 7 s 24, puis en juin lors des championnats de France à Angers se place deuxième du 100 m en 11 s 30, établissant à chaque fois deux records personnels sur ces distances. Le 2 juillet 2021, elle est retenue par la Fédération française d'athlétisme pour le relais 4 x 100 mètres pour les Jeux olympiques de Tokyo. Avec ses coéquipières Carolle Zahi, Orlann Ombissa-Dzangue et Gémima Joseph, elles atteignent la finale du relais 4 × 100 m féminin lors de laquelle elles échouent cependant à la septième place en 42 s 89.

## Palmarès

### International
| Date | Compétition                             | Lieu       | Résultat | Épreuve   | Temps         |
| ---- | --------------------------------------- | ---------- | -------- | --------- | ------------- |
| 2015 | Championnats d'Europe juniors           | Eskilstuna | 3e       | 4 x 100 m | 45 s 35       |
| 2016 | Championnats du monde juniors           | Bydgoszcz  | 2e       | 4 × 100 m | 44 s 05       |
| 2017 | Championnats d'Europe espoirs           | Bydgoszcz  | 2e       | 4 x 100 m | 44 s 06       |
| 2018 | Championnats de la Méditerranée espoirs | Jesolo     | 1re      | 200 m     | 23 s 70       |
| 2018 | Championnats de la Méditerranée espoirs | Jesolo     | 1re      | 4 x 100 m | 44 s 39       |
| 2019 | Relais mondiaux de l'IAAF               | Yokohama   | 1re      | 4 x 200 m | 1 min 32 s 16 |
| 2019 | Championnats d'Europe espoirs           | Gävle      | 2e       | 100 m     | 11 s 40       |

### National
| Date | Compétition                     | Lieu    | Résultat | Épreuve | Temps   |
| ---- | ------------------------------- | ------- | -------- | ------- | ------- |
| 2020 | Championnats de France en salle | Liévin  | 1re      | 60 m    | 7 s 29  |
| 2021 | Championnats de France en salle | Miramas | 1re      | 60 m    | 7 s 24  |
| 2021 | Championnats de France          | Angers  | 2e       | 100 m   | 11 s 30 |
| 2023 | Championnats de France en salle | Aubière | 1re      | 60 m    | 7 s 25  |
| 2023 | Championnats de France          | Albi    | 2e       | 100 m   | 11 s 32 |

## Records
| Épreuve | Temps   | Lieu           | Date            |
| ------- | ------- | -------------- | --------------- |
| 60 m    | 7 s 24  | Miramas        | 20 février 2021 |
| 100 m   | 11 s 30 | Angers         | 27 juin 2021    |
| 200 m   | 23 s 35 | Cergy-Pontoise | 22 juin 2018    |